# Nozsaj-jurti járás

A Nozsaj-jurti járás Csecsenföldön

A Nozsaj-jurti járás (oroszul: Ножай-Юртовский район, csecsenül: Нажи-Йуьртан кӀошт) Oroszország egyik járása Csecsenföldön. Székhelye Nozsaj-Jurt.

## Népesség
- 1989-ben 48 842 lakosa volt, melyből 48 594 csecsen (99,5%), 88 orosz, 32 kumik, 20 avar, 6 ukrán, 3 ingus.
- 2002-ben 40 542 lakosa volt, melyből 40 111 csecsen (98,9%), 298 orosz, 24 kumik, 11 avar, 9 ukrán, 2 ingus, 1 nogaj, 1 örmény.
- 2010-ben 49 445 lakosa volt, melyből 48 384 csecsen, 344 orosz, 229 avar, 98 kumik, 41 lezg, 33 lak, 29 baskír, 29 dargin, 22 tabaszaran stb.